# Estanys de Gutina
Els estanys de Gutina són un sistema de llacunes format per dos estanyols que ocupen una superfície d'unes dues hectàrees. Es tracta
de l'estanyol de la Rajoleria i de l'estanyol de la Cardonera, dos estanys temporals mediterranis que arriben a quedar
totalment secs. Els estanys de Gutina estan inclosos dins l'espai de la Xarxa Natura 2000 ES5120009 "Basses de l'Albera".
Constitueixen una zona humida de gran interès natural, amb comunitats vegetals i poblacions animals de notable singularitat que fan recomanable la seva protecció. Cal remarcar la presència de l'hàbitat d'interès prioritari 3170* "Basses i tolls temporers mediterranis". Les jonqueres mediterrànies de la seva perifèria constitueixen l'hàbitat d'interès comunitari 6420 "Jonqueres i herbassars graminoides humits, mediterranis, del Molinio-Holoschoenion".
La vegetació és força similar en ambdós espais. Destaquen els creixenars amb glicèria Glycerio-Sparganion, els herbassars humits de Carex, les jonqueres de terra baixa i les gespes d'isoets (Isoetion duriei). Enmig de les gespes d'Isoetion duriei s'hi han localitzat els pteridòfits Isoetes setacea, Marsilea strigosa i altres espècies vegetals molt rares a Catalunya.
Sota les aigües creix una important població de la rara carofícia Nitella translucens. Altres espècies d'interès que també s'han citat a la zona són les ranunculàcies Ranunculus aquatilis i Ranunculus trichophyllus, l'elatinàcia Elatine alsinatrum, la poligonàcia Polygonum amphibium, l'haloragàcia Myriophyllum alterniflorum, les alismatàcies Alisma plantagoaquatica i Baldellia ranunculoides, la juncàcia Juncus heterophyllus i la ciperàcia Eleocharis palustris.
Pel que fa a la fauna, a la zona s'hi ha citat la presència de tortugues d'aigua (Emys orbicularis). Hi ha també importants poblaments de copèpodes i amfibis.
A l'estany del sud-est hi ha una estructura circular excavada, construïda amb pedra seca, que podria haver estat usat com a pou. Vora els estanys, al sud, hi ha un sepulcre de corredor megalític, senyalitzat amb rètols informatius. No es detecten factors que afectin negativament l'espai, tret de la caça.